# Odilia von Harff
Odilia von Harff (* vor 1610; † 1652) war Verwalterin der Herrlichkeit Stolberg und der Burg Stolberg.
Die Ehefrau von Adam von Efferen und Mutter von Adolf und Johann Dietrich von Efferen wurde bis zur Volljährigkeit ihrer Söhne als Verwalterin der Herrlichkeit Stolberg und der Burg Stolberg vom Herzog von Jülich eingesetzt. Ihr Schwager (Bruder ihres Gatten) war der Wormser Fürstbischof Wilhelm von Efferen († 1616).
Kurz nach der Übernahme der Verwaltung erregte ihr Verhalten großes Aufsehen bei der Stolberger Bevölkerung. Sie vertrieb die lutherischen Priester aus der Burgkapelle und übergab die Kapelle wieder den Katholiken für Messfeiern.
Urkunden aus dem Jahre 1610 belegen, dass Odilia am 4. Februar den Huldigungseid der Stolberger Bevölkerung entgegennahm.
In den Jahren 1614–1618 besetzen spanische Truppen Stolberg und die Burgherrin klagte, dass die Häuser einschließlich der Burg schwer beschädigt wurden. Sie bot den Truppen Geld an, was aber nicht zum Abzug führte. In den ersten vier Jahren war die Stolberger Bevölkerung verpflichtet, jährlich 400 Königstaler an die Truppen zu zahlen, in den Jahren bis 1622 jährlich 150 Königstaler. Odilia klagte, dass Stolberg die Beträge kaum aufbringen konnte.
Es ist nicht bekannt, wann Odilia die Vertretung ihrer Söhne aufgab. Dokumentiert ist lediglich, dass Sohn Wilhelm Adolf im Jahre 1622 starb und Johann Dietrich von Efferen alleiniger Unterherr von Stolberg wurde. Sicher ist, dass die Übergabe vor 1629 erfolgte, da zu diesem Zeitpunkt Johann Dietrich erstmals als Burgherr zu Stolberg zeichnete.